# Hlinné (Nové Město na Moravě)
Hlinné (deutsch Hlinny, 1939–45 Leimfeld) ist ein Ortsteil der Stadt Nové Město na Moravě in Tschechien. Er liegt fünf Kilometer südwestlich von Nové Město na Moravě und gehört zum Okres Žďár nad Sázavou.

## Geographie
Hlinné befindet sich in der Talmulde des Baches Řečický potok in der Křižanovská vrchovina, einem Teil der Böhmisch-Mährischen Höhe. Südlich erhebt sich der Chlumek (650 m), südwestlich die Skály (629 m) und im Westen der Vejdoch (662 m).
Nachbarorte sind Slavkovice im Norden, Petrovice und Nová Ves u Nového Města na Moravě im Nordosten, Křídla und Tálský Mlýn im Osten, Řečice im Südosten, Hodíškov im Süden, Obyčtov und Sazomín im Südwesten, Jámy im Westen sowie Veselíčko im Nordwesten.

## Geschichte
Die erste schriftliche Erwähnung von Hlinné erfolgte 1482 im Urbar des Zisterzienserklosters Saar. Das untertänige Dorf bestand zu dieser Zeit aus zwei Halbhüfnern und elf Viertelhüfnern. In Hlinné bestand ein klösterlicher Hof, der 1482 an den Richter von Jiříkovice verkauft wurde. Zwischen Hlinné und Jámy entstand im Jahre 1500 auf dem Schusterstück auf 50 Scheffeln der herrschaftliche Jamner Teich. 1513 erfolgte eine Ausmessung des durch den Teich überfluteten richterlichen Grundbesitzes. Am 20. Februar 1620 war auch in Hlinné das Erdbeben spürbar, das die Gegend von Jihlava, Velké Meziříčí und Žďár nad Sázavou erschütterte. Die nachfolgende starke Kälteperiode und eine Erscheinung, bei der die Sonne dreifach schien, führten zu einer Panik unter den Bewohnern.
Hlinné war ein landwirtschaftlich geprägtes Dorf, in dem der Leinanbau dominierte. Im Zuge der Josephinischen Reformen wurden zwischen 1780 und 1790 nach der Aufhebung der Leibeigenschaft auf den Bauernwirtschaften Flachsdarren angelegt, in denen während der Wintermonate der Flachs getrocknet und danach verarbeitet wurde.
Nach der Aufhebung der Patrimonialherrschaften bildete Hlinný ab 1850 eine Gemeinde im Bezirk Neustadtl. Im Jahre 1869 hatte das Dorf 308 Einwohner. 1893 gründete sich die Freiwillige Feuerwehr Hlinné. 1910 lebten in Hlinné 264 Menschen. Nach der Auflösung des Okres Nové Město na Moravě wurde die Gemeinde 1949 dem Okres Žďár nad Sázavou zugeordnet. 1980 erfolgte die Eingemeindung nach Nové Město na Moravě. 1991 hatte der Ort 62 Einwohner. Im Jahre 2001 bestand das Dorf aus 54 Häusern, in denen 95 Menschen lebten. Hlinné besteht heute aus 64 Häusern.

## Sehenswürdigkeiten
- Kapelle